# Puig Cubell (Castell de l'Areny)
El Puig Cubell és una muntanya de 1.073 metres que es troba al municipi de Castell de l'Areny, a la comarca catalana del Berguedà.